# Boris Gaganelov
Boris Gaganelov (bulharskou cyrilicí Борис Гаганелов) (7. října 1941 Petrič – 5. červenceu 2020, Sofie) byl bulharský fotbalový obránce. V roce 1994 byl trenérem CSKA Sofia.

## Fotbalová kariéra
Celkem za bulharskou reprezentaci nastoupil v letech 1963–1970 v 51 utkáních. Byl členem bulharské reprezentace na Mistrovství světa ve fotbale 1966, nastoupil ve 3 utkáních. Byl členem bulharské reprezentace na Mistrovství světa ve fotbale 1970, nastoupil v 1 utkání.  Začínal v týmu Belasica Petrič, dále hrál v bulharské lize za PFK CSKA Sofia. S CSKA Sofia vyhrál sedmkrát bulharskou ligu a šestkrát pohár. Nastoupil ve 351 ligových utkáních a dal 2 góly. V Poháru mistrů evropských zemí nastoupil ve 28 utkáních a v Poháru vítězů pohárů nastoupil v 6 utkáních.

## Ligová bilance
| Ročník                              | Zápasy | Góly | Klub           |
| ----------------------------------- | ------ | ---- | -------------- |
| 1. bulharská fotbalová liga 1960/61 | 11     | 0    | PFK CSKA Sofia |
| 1. bulharská fotbalová liga 1961/62 | 23     | 0    | PFK CSKA Sofia |
| 1. bulharská fotbalová liga 1962/63 | 30     | 0    | PFK CSKA Sofia |
| 1. bulharská fotbalová liga 1963/64 | 26     | 0    | PFK CSKA Sofia |
| 1. bulharská fotbalová liga 1964/65 | 30     | 0    | PFK CSKA Sofia |
| 1. bulharská fotbalová liga 1965/66 | 24     | 0    | PFK CSKA Sofia |
| 1. bulharská fotbalová liga 1966/67 | 30     | 1    | PFK CSKA Sofia |
| 1. bulharská fotbalová liga 1967/68 | 30     | 1    | PFK CSKA Sofia |
| 1. bulharská fotbalová liga 1968/69 | 24     | 0    | PFK CSKA Sofia |
| 1. bulharská fotbalová liga 1969/70 | 28     | 0    | PFK CSKA Sofia |
| 1. bulharská fotbalová liga 1970/71 | 22     | 0    | PFK CSKA Sofia |
| 1. bulharská fotbalová liga 1971/72 | 34     | 0    | PFK CSKA Sofia |
| 1. bulharská fotbalová liga 1972/73 | 34     | 0    | PFK CSKA Sofia |
| 1. bulharská fotbalová liga 1973/74 | 5      | 0    | PFK CSKA Sofia |
| CELKEM 1. liga                      | 351    | 2    |                |